# Tomás Carlovich
Tomás Felipe Carlovich ps. El Trinche (ur. 19 kwietnia 1946 w Rosario, zm. 8 maja 2020 tamże) – argentyński piłkarz chorwackiego pochodzenia, grający na pozycji ofensywnego pomocnika.

## Życiorys
Nie jest znana jego dokładna data urodzenia, jednak najprawdopodobniej urodził się 19 kwietnia 1946. Jego ojcem był Mario Karlović, chorwacki emigrant z Jugosławii. Dorastał w sąsiedztwie (barrio) Belgrano. Większość kariery spędził w niższych ligach, tylko trzy razy zagrał na pierwszym poziomie rozgrywkowym i za każdym razem kończył grę przed czasem z powodu urazu. Odrzucił również propozycję gry w AC Milanie oraz lidze francuskiej, gdyż nie chciał opuszczać Rosario. Mimo tego w Argentynie był popularny i uchodził jednego z najbardziej utalentowanych piłkarzy. Daniel Passarella, kapitan reprezentacji Argentyny, która w 1978 zdobyła tytuł mistrzów świata, uważał go za najlepszego znanego sobie piłkarza poza pierwszą ligą. Hiszpańskie „El País” nazwało Carlovicha najlepszym z nieznanych zawodników w historii piłki nożnej. Kontrakt z nim chciał zawrzeć New York Cosmos, w tej sprawie interweniował sam Pelé, jednak Carlovich odmówił. Karierę skończył w wieku 42 lat, później pracował jako murarz. 
W 2002 władze Rosario przyznały mu tytuł wybitnego sportowca i rentę, dzięki której nie musiał pracować. Cierpiał z powodu osteoporozy, w 2005 przeszedł endoprotezoplastykę stawu biodrowego.
Przez kibiców z Rosario uważany za autora zagrania, w którym piłka dwukrotne przepuszczana jest między nogami przeciwnika. Diego Maradona, jeden z najwybitniejszych piłkarzy w historii, uważał El Trinche za swojego idola i najlepszego piłkarza wszech czasów.
6 maja 2020 w Rosario podczas jazdy rowerem został zaatakowany przez 32-letniego mężczyznę, który usiłował ukraść rower, i doznał ciężkiego urazu mózgu. Zmarł dwa dni później, nie odzyskawszy przytomności. 10 maja na stadionie Central Cordoba pożegnał go tłum kibiców, który w tym celu złamał zakaz zgromadzeń wydany w związku z pandemią wirusa SARS-CoV-2.